# David Friedrich Ignatius
David Friedrich Ignatius (* 25. Märzjul. / 5. April 1765greg. in Dorpat, Gouvernement Livland; † 18. Dezemberjul. / 30. Dezember 1834greg. in Haggers, Gouvernement Estland) war ein deutschbaltischer Pastor und Theologe.

## Leben und Werk
David Friedrich Ignatius wurde in der livländischen Stadt Dorpat geboren. Sein Vater war der Herrnhuter Theologe Michael Ignatius (1713–1777).
Von 1777 bis 1781 besuchte David Friedrich Ignatius die Schule in Halberstadt. Von 1781 bis 1785 studierte er evangelische Theologie an der Universität Halle. Am 3. November 1791 wurde Ignatius in seiner baltischen Heimat zum Pastor von Haggers im Gouvernement Estland berufen. Seine Ordination fand am 18. Januar 1792 statt. Am 30. Januar 1814 wurde Ignatius Assessor im Konsistorium für Estland, am 3. Juli 1833 stellvertretender Propst der Propstei West-Wierland. Ein Jahr später, am 8. März 1834, wurde er zum Propst ernannt.
David Friedrich Ignatius stand wie sein Vater der Herrnhuter Brüdergemeine nahe. Er unterstützte deren Wirken in Estland.
Ignatius war in seiner Gemeinde als tatkräftiger Kirchenmann bekannt. Er ließ unter anderem ein Gebetshaus im Kirchspiel Haggers errichten. Ignatius gründete am Pastorat in Haggers eine Erziehungsanstalt (Pensionat), an dem die Zöglinge auch Zeichenunterricht erhielten. Sein Sohn, der spätere Maler und Schriftsteller Otto Friedrich Ignatius (1794–1824), erhielt dort seine erste künstlerische Ausbildung.
Eine enge Freundschaft verband David Friedrich Ignatius mit seinem Studienkollegen Otto Wilhelm Masing (1763–1832). Masing gab 1821–1823 und 1825 die estnischsprachige Zeitung Marahwa Näddala-Leht heraus, die Ignatius unterstützte. 1817 trat Ignatius wie Masing der Revaler Freimaurerloge bei.

## Ehe und Nachkommen
David Friedrich Ignatius war verheiratet mit Magdalena Christina von Krusenstiern (um 1776–1842). Der Sohn Otto Friedrich Ignatius (1794–1824) wurde Maler und Schriftsteller. Die Tochter Friederike Natalie Helene Ignatius (1798–1886) heiratete den deutschbaltischen Maler Gustav Adolf Hippius (1792–1856); ihr Sohn war der Architekt Otto Pius Hippius (1826–1883).
Nach David Friedrich Ignatius’ Tod wurde sein Schwiegersohn Carl Johann Koch (1803–1864), der Ehemann seiner Tochter Johanna Wilhelmine Anna Caroline, Nachfolger als Pastor der Kirchengemeinde in Haggers.

## Schriftstellerische Werke
Im Januar 1829 erschien in Reval der epische Traktat Das gute Herz. Ein moralischer Spiegel im Druck (= Esthona, Nr. 11 und 13). Im März desselben Jahres erschien der Traktat Moralische Angelegenheiten. Moral – Moralität – Humanität! (= Esthona Nr. 21). Autor der beiden Werke war entweder David Friedrich Ignatius oder sein Sohn Otto Friedrich.